# Національне свято Третє травня
Національний день Третє травня — польське державне свято, яке відзначається 3 травня, встановлене в 1919 та відновлене в 1990.
Цей день є державним вихідним днем.

## Значення дати
3 травня 1791 року в Речі Посполитій була прийнята одна з перших у світі конституцій. Вона передувала, зокрема французькій конституції. Конституція була прийнята Чотирирічним сеймом, який був скликаний у жовтні 1788 року.

## Встановлення свята
Прийняття Конституції 3 травня було визнано святом 5 травня 1791 року.
З 2007 року 3 травня також є національним святом Литви.

## Історія святкування
Під час святкування першої річниці прийняття Конституції 3 травня 1792 року навколо Варшави було сконцентровано багато військових частин, яких бракувало в вирішальний момент російського нападу 1792 року.
Під час поділів Польщі святкування річниць Конституції 3 травня було заборонено всіма державами-переможницями. Поляків, які наважилися публічно відзначати це свято, карали. Наприклад, за покладання букета фіалок на річницю Конституції 3 травня 1892 року російська таємна поліція заарештувала у Варшаві вчителя Станіслава Мечинського, після чого його за цей вчинок відправили на трирічне заслання до Одеси.
Святкування річниці Конституції 3 травня також було організовано в польських громадах, в тому числі в Чикаго.
Урочисті святкування з нагоди річниці Конституції 3 травня були організовані між 1916 і 1918 роками в багатьох містах Царства Польського (найчисленніше у Варшаві 1916 року) після евакуації російської влади та масової втечі російського цивільного населення в 1915 році.
Після відновлення незалежності у 1918 році постановою законодавчого сейму від 29 квітня 1919 року річницю Конституції 3 травня було визнано державним святом. Після Другої світової війни його відзначали до 1946 року, коли у багатьох містах відбулися криваві студентські демонстрації. Відтоді влада заборонила публічні святкування, а спроби демонстрацій часто придушувалися міліцією. Офіційно свято було скасовано законом про державні свята від 18 січня 1951 року. Лише у 1981 році історичну подію знову почали відзначати — про це свідчать щоденні газети того часу, зокрема Трибуна Люду, Глосс Роботничі, Жичі Варшави.
3 травня 1982 року з нагоди річниці Конституції у більш ніж десяти містах Польщі відбулися вуличні демонстрації, які у Варшаві переросли в особливо жорстокі заворушення та сутички з міліцією.
Національне свято 3 травня було відновлено Законом від 6 квітня 1990 року (набув чинності 28 квітня). Того року святкування 3 травня у Варшаві на Замковій площі в присутності Президента Республіки Польща Войцеха Ярузельського.

## Галерея

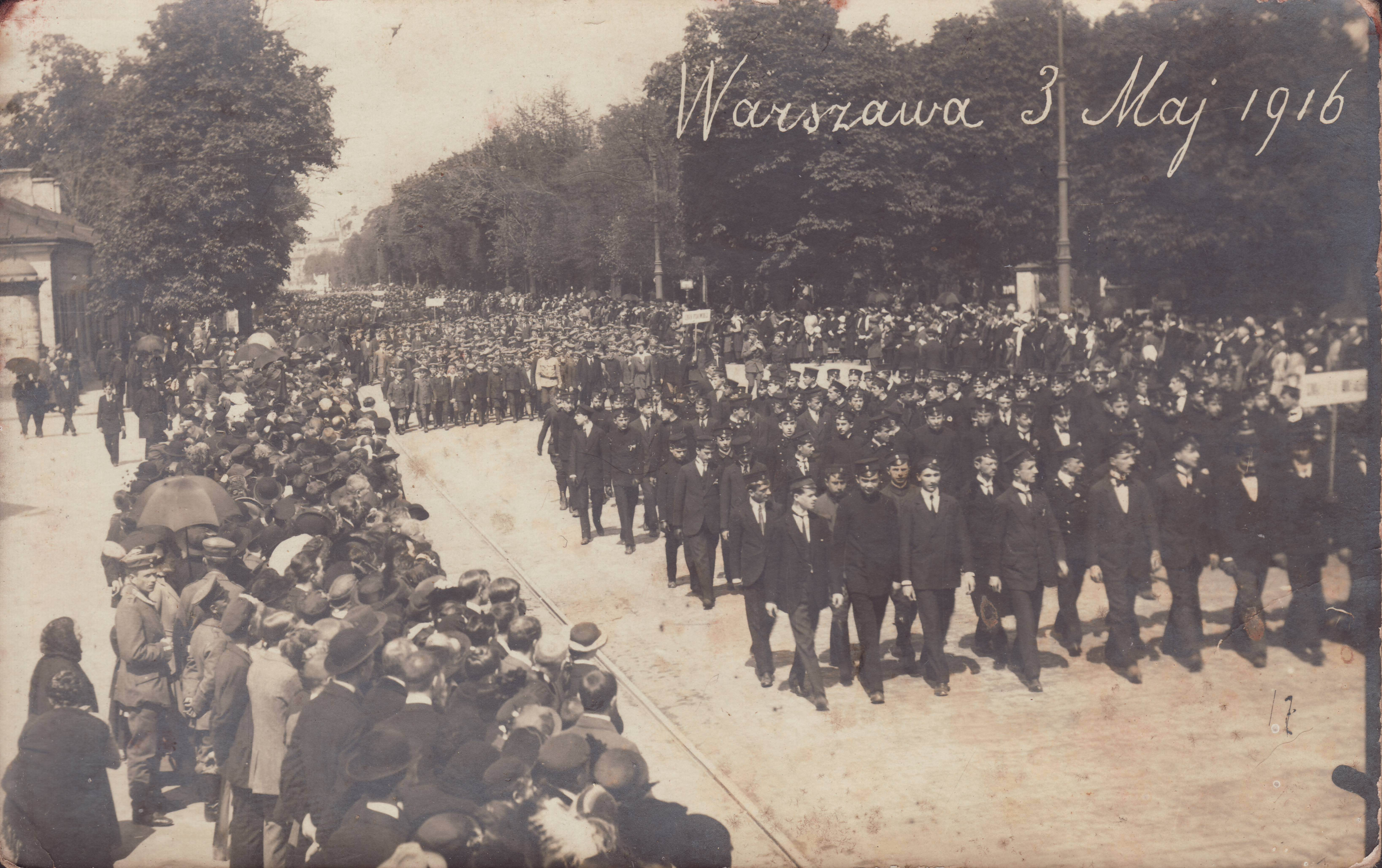
Перша легальна патріотична демонстрація у Варшаві з 1830 року в 1916 році.
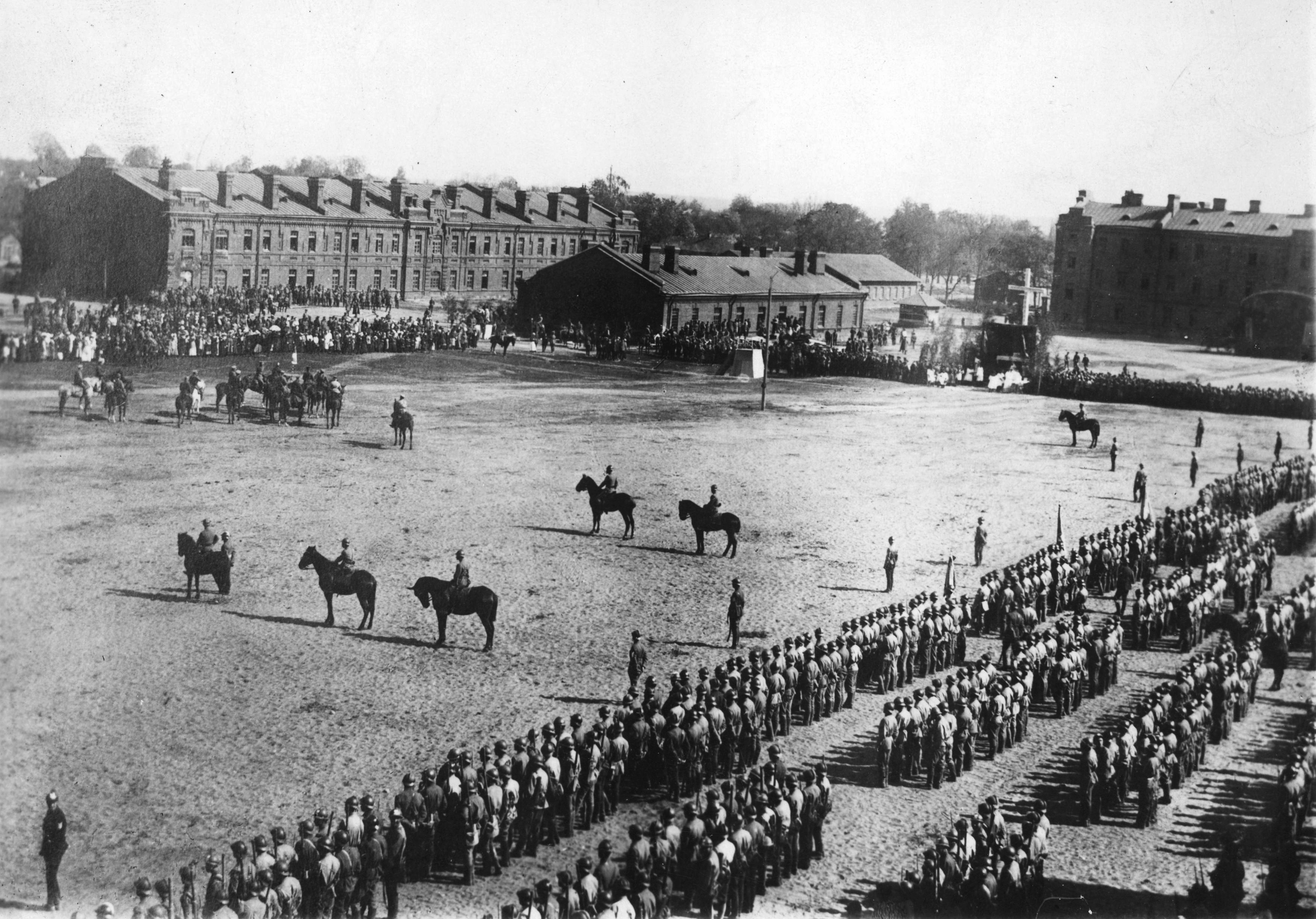
Святкування 3 травня у Бобруйській фортеці у 1918 році.
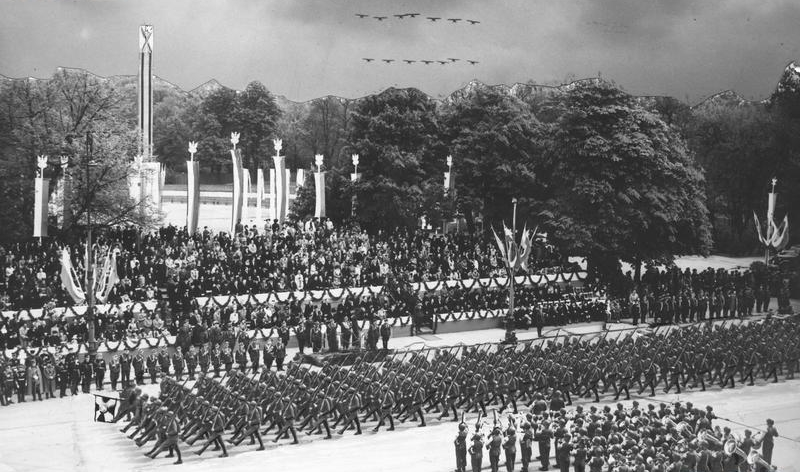
Парад польської армії з нагоди 3 травня, Варшава, 1939 рік.
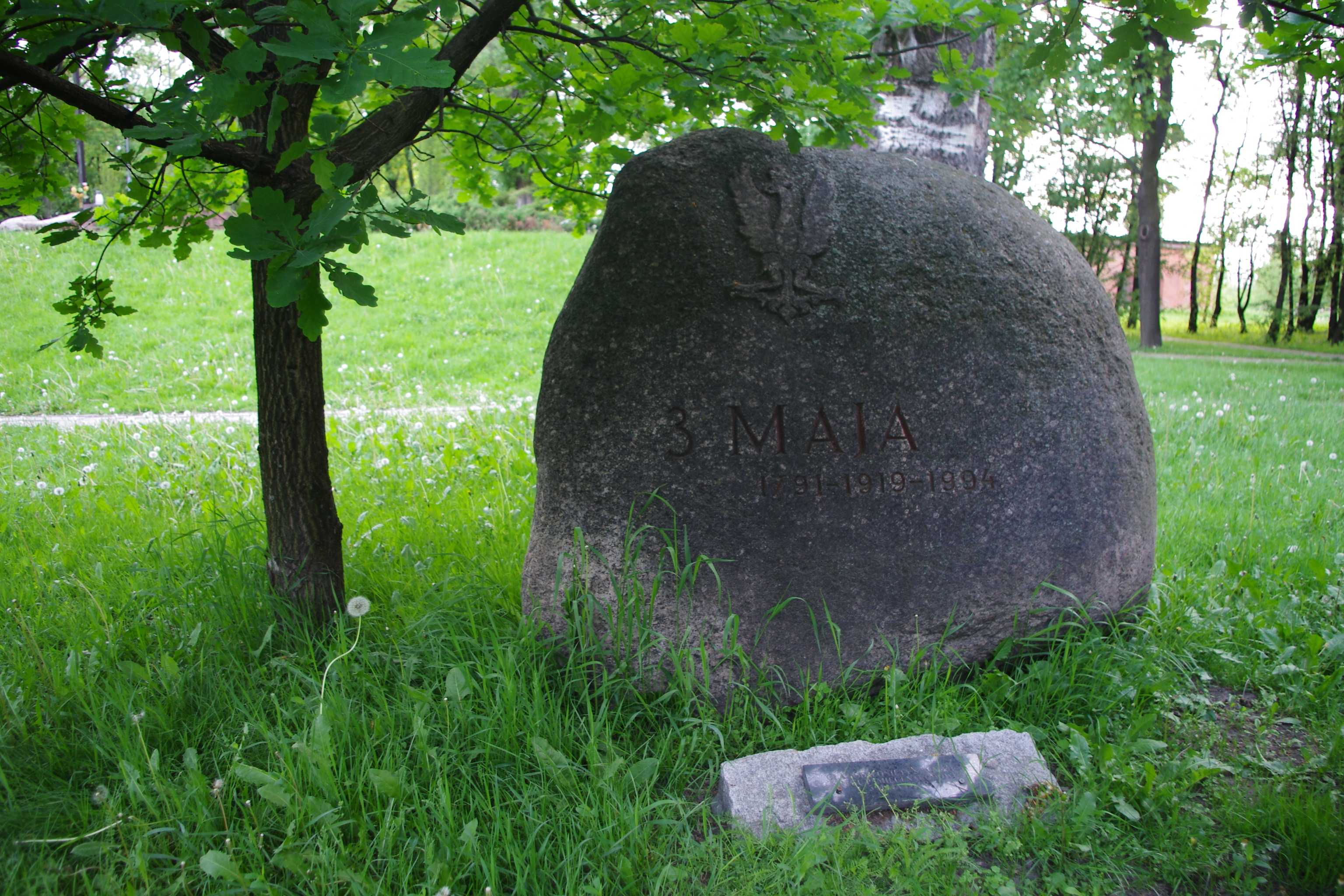
Камінь на честь прийняття Конституції 3 травня 1791 року і встановлення національного свята 3 травня зусиллями Товариства національної пам'яті в 1994 році в парку Траугутта у Варшаві.
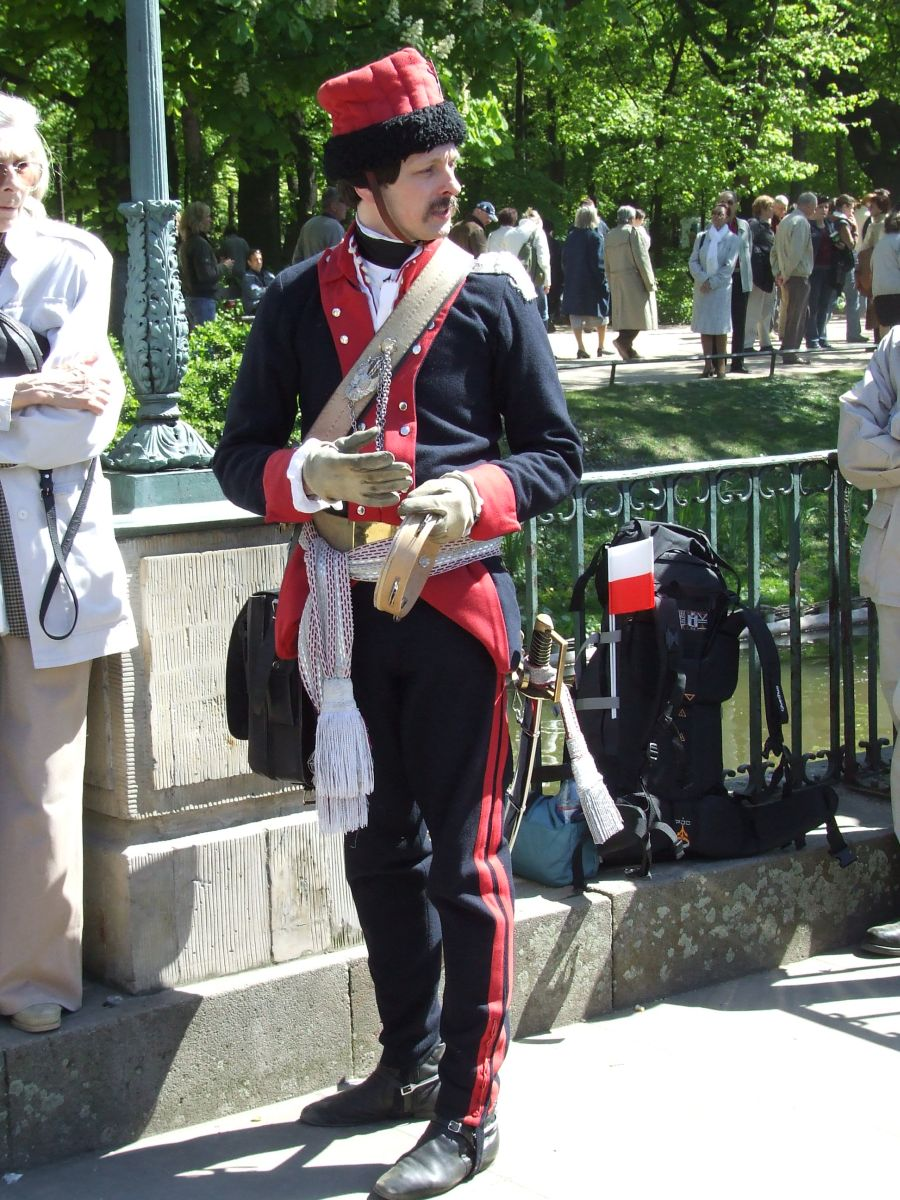
Королівські лазенки у Варшаві, 2007 (чоловік у формі кавалериста 18 століття).
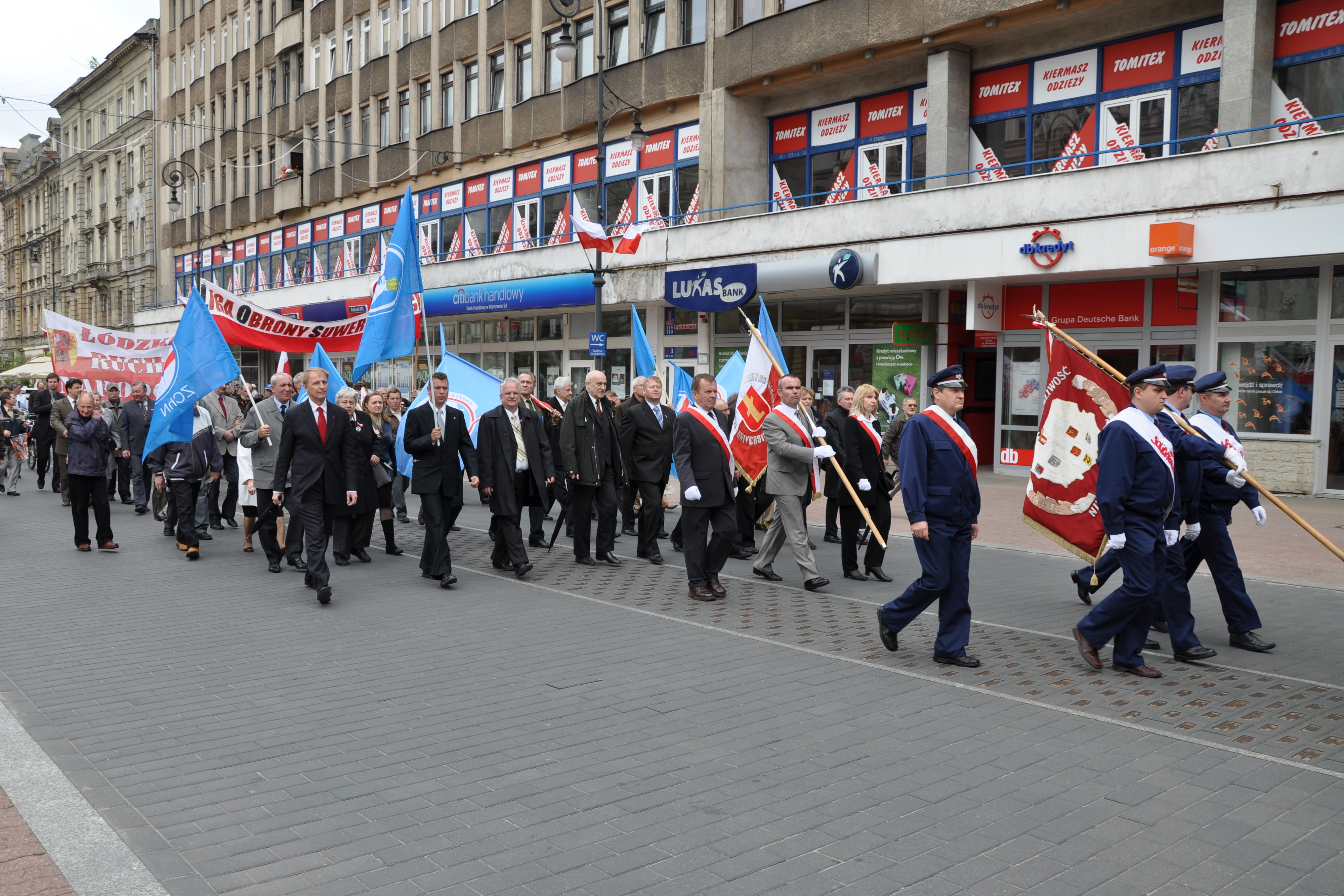
3 травня в Лодзі, 2010.
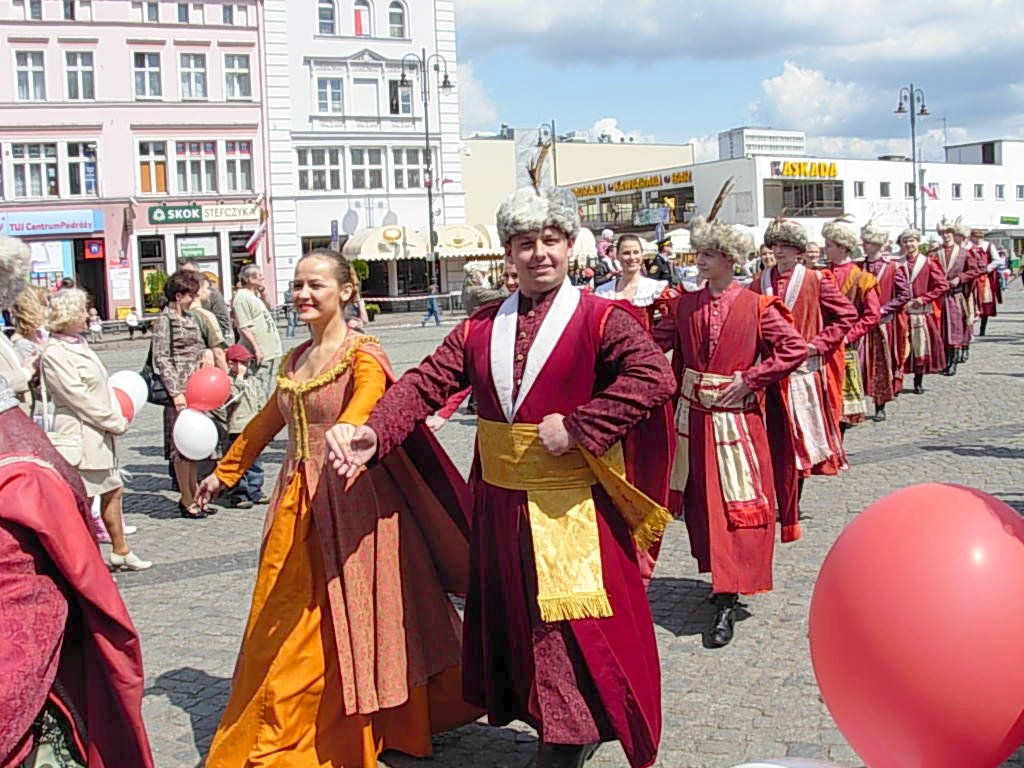
Танець ансамблю пісні та танцю "Ziemia Bydgoska" під час святкування Третього травня на площі Старого ринку в Бидгощі, 2009 рік.